# Грибово (Можайский район)
Грибово — деревня в Можайском районе Московской области в составе Порецкого сельского поселения. Численность постоянного населения по Всероссийской переписи 2010 года — 6 человек. До 2006 года Грибово входило в состав Порецкого сельского округа.
Деревня расположена на северо-западе района, примерно в 35 км от Можайска, на левом берегу Москва-реки, высота центра над уровнем моря 203 м. Ближайшие населённые пункты — Глядково на западе и Мотягино на юге.